# Цебров (село)
Цебров (укр. Цебрів) — село в Озёрнянской сельской общине Тернопольского района Тернопольской области Украины.
До 2020 года входило в Зборовский район.
Код КОАТУУ — 6122689201. Население по переписи 2001 года составляло 716 человек.

## Географическое положение
Село Цебров находится между реками Должанка и Нестеровка (2-3 км),
на расстоянии в 1,5 км от села Воробиевка.
Через село проходит железная дорога, станция Цебров.

## История
- 1546 год — дата основания.

## Объекты социальной сферы
- Школа I—II ст.
- Клуб.
- Фельдшерско-акушерский пункт.

## Достопримечательности
- Деревянная церковь Покрова Пресвятой Богородицы (1892 г., перевезена в село из Закарпатья)
- Братская могила советских воинов.